# Campylium husnotii
Campylium husnotii là một loài Rêu trong họ Amblystegiaceae. Loài này được (Schimp.) Broth. mô tả khoa học đầu tiên năm 1908.